# Gachancipá
Gachancipá – miasto w Kolumbii, w departamencie Cundinamarca.